# Anne-Mari Virolainen
Anne-Mari Virolainen (née le 5 décembre 1965 à Turku) est une femme politique finlandaise. Membre du Parti de la coalition nationale, dont elle est la vice-présidente de 2010 à 2016, elle représente circonscription de Finlande-Propre au Parlement Finlandais depuis 2007.

## Biographie
Anne-Mari Virolainen est diplômée de l'école de sciences économiques de la ville (Turun kauppakorkeakoulu) dans les années 1990. Elle est par la suite cadre dans des entreprises comme Telia InfoMedia, Sonera et ICT Turku.
Anne-Mari Virolainen préside le conseil municipal de Lieto de 2005 à 2012. Elle est élue au Parlement à quatre reprises avec 6 812 voix en 2007, avec 10 041 voix en 2011, avec 7 169 voix en 2015. Elle est vice-présidente du Parti de la coalition nationale de 2010 à 2016 et une nouvelle fois en 2019. Depuis 2015, Virolainen préside le Grand Comité du Parlement finlandais.
Elle est ministre du Commerce extérieur et du Développement dans le gouvernement Sipilä du 12 février 2018 au 6 juin 2019.
Anne-Mari Virolainen réside à Lieto. Elle est mariée à Petri Virolainen avec qui elle a trois enfants.